# Варликовский, Кшиштоф
Кшиштоф Варликовский (пол. Krzysztof Warlikowski, род. 26 мая 1962, Щецин) — польский театральный режиссёр.

## Биография и творчество
Изучал историю и филологию в Ягеллонском университете, историю античного театра — в École pratique des hautes études в Париже. Закончил Государственную высшую театральную школу в Кракове, где получил диплом режиссёра (1993).
В 1991 был ассистентом Кристиана Лупы в работе над спектаклем Мальте (по Рильке), в 1992-1993 ассистировал Питеру Бруку при постановке Пеллеаса и Мелисанды Дебюсси-Метерлинка. Также был ассистентом И.Бергмана и Дж. Стрелера.
Ставит драматические и оперные спектакли, работает в Польше и за рубежом. В 2001 его Гамлет был показан на Авиньонском фестивале; в 2005 событием фестиваля стала постановка Варликовским драмы Ханоха Левина Крум, в 2009 — его сценическая композиция (А)Поллония.
С 1999 связан с варшавским Театром Розмаитости. С 2008 — художественный руководитель Нового театра в Варшаве.

## Избранные постановки

### Драма
- 1992 : Аутодафе Элиаса Канетти
- 1992: Белые ночи Ф. М. Достоевского
- 1993 : Маркиза О…  Генриха Клейста
- 1994 : L’Affaire de la rue de Lourcine Эжена Лабиша
- 1994 : Венецианский купец Шекспира
- 1994 : Людвиг Клауса Манна
- 1995 : Процесс Кафки (Театральная академия Бейт Цви, Тель-Авив)
- 1995 : Роберто Зукко Кольтеса
- 1996 : Булочки для старых клоунов Матея Вишнека
- 1997 : Электра Софокла
- 1997 : Зимняя сказка Шекспира
- 1997 : Танцор адвоката Крайковского, по Витольда Гомбровичу
- 1997: Гамлет Шекспира (Театральная академия Бейт Цви, Тель-Авив)
- 1998 : Укрощение строптивой Шекспира
- 1998 : Перикл Шекспира (Пикколо театрo, Милан)
- 1998 : Западная пристань Кольтеса
- 1998 : Финикиянки Еврипида (Городской театр, Бер-Шева)
- 1999 : Двенадцатая ночь Шекспира (Государственный театр в Штутгарте)
- 1999: Гамлет Шекспира
- 2000 : Буря Шекспира (Государственный театр в Штутгарте)
- 2001 : Гамлет Шекспира (Авиньонский фестиваль)
- 2001: Вакханки Еврипида
- 2001 : Чистые Сары Кейн (Премия Союза театральных критиков Франции)
- 2002 : В поисках утраченного времени, по Прусту (Авиньонский фестиваль)
- 2003 : Буря Шекспира
- 2003 : Сон в летнюю ночь Шекспира (Национальный театр в Ницце)
- 2003 : Диббук Семёна Ан-ского и Ханны Краль (Национальный театр в Страсбурге)
- 2004 : Макбет Шекспира (Государственный театр в Ганновере)
- 2005 : Крум Ханоха Левина (Авиньонский фестиваль)
- 2006 : Госпожа Сад Юкио Мисимы (Тоннел Груп, Амстердам)
- 2007 : Ангелы в Америке Тони Кушнера (Авиньонский фестиваль)
- 2009 : (А)Поллония по Еврипиду, Эсхилу, Кафке, Ханне Кралль, Джонатану Литтелу, Дж. М. Кутзее (Авиньонский фестиваль, Национальный театр Шайо, Париж; о постановке и режиссёре снят французский документальный фильм Кшиштоф Варликовский, или Жертва, полученная в наследство, 2010[1])
- 2010 : Трамвай Желание Теннесси Уильямса (театр Одеон, Париж; )
- 2011 : Конец по Кольтесу, Кафке, Кутзее (театр Одеон, Париж; Льеж; Варшава)
- 2011: Африканские сказки Шекспира (по драмам Отелло, Король Лир, Венецианский купец, текстам Кутзее и Литтелла[2])
- 2013: Kabaret warszawski (Новый театр в Варшаве, Авиньонский фестиваль)

### Опера
- 2000 : The Music Programme Роксаны Пануфник
- 2001 : Дон Карлос Верди
- 2001 : Невежда и безумец, камерная опера Павла Микетина, по Томасу Бернхарду
- 2001: Татуировка на языке, камерная опера Мартина Паддинга (о Сведенборге), мировая премьера в Варшаве
- 2003 : Король Убю Кшиштофа Пендерецкого по А. Жарри
- 2006 : Воццек Альбана Берга
- 2006 : Ифигения в Тавриде Глюка (Опера Гарнье, Париж)
- 2007 : Средство Макропулоса Яначека (Опера Бастилия, Париж)
- 2007 : Евгений Онегин Чайковского (Баварская государственная опера, Мюнхен)
- 2008 : Парсифаль Вагнера (Опера Бастилия)
- 2008 : Медея Керубини (Королевский театр Ла Монне, Брюссель)
- 2009 : Король Рожер Шимановского (Опера Бастилия)
- 2010 : Макбет Верди (Королевский театр Ла Монне, Брюссель)
- 2010 : Похождения повесы Стравинского (Берлинская государственная опера)
- 2012 : Лулу Берга (Королевский театр Ла Монне, Брюссель)
- 2013 : Женщина без тени Рихарда Штрауса (Баварская государственная опера, Мюнхен)

## О театре
- Szekspir i uzurpator: z Krzysztofem Warlikowskim rozmawia Piotr Gruszczyński. Warszawa: Wydawnictwo W.A.B., 2007 (фр. изд.: Théâtre écorché/ Piotr Gruszczyński, ed. Arles: Actes Sud, 2007)

## Признание
- премия Паспорт Политики (Польша, 2002)
- премия Мейерхольда (Москва, 2006)
- премия Конрада Свинарского (2007)
- Европейская премия «Новая театральная реальность» (Фессалоники, 2008)
- премия Оби (Нью-Йорк, 2008)
- премия Gloria Artis (2011) и др.

## Варликовский в России

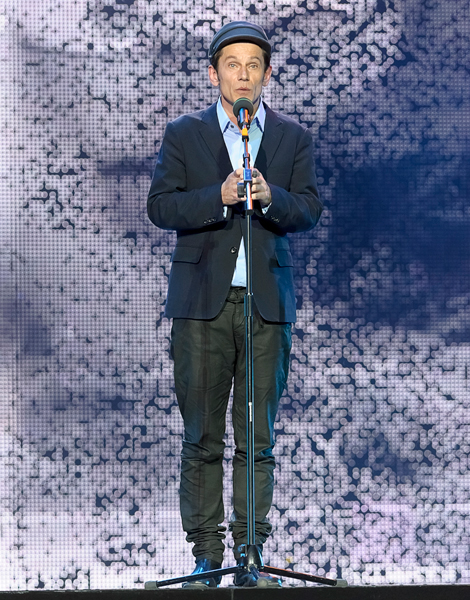
режиссер Кшиштоф Варликовский на церемонии награждения премии «Золотая маска» 2012 года

В 2006 в Центре Мейерхольда в Москве была показана пьесы Ханоха Левина Крум в постановке Варликовского. [В марте 2011 режиссёр был гостем фестиваля Польский театр в Москве, где на сцене Центрального Театра Российской армии была представлена его (А)поллония в переводе Ирины Киселевой; по итогам года спектакль был награждён премией Золотая маска.